# The Game (албум групе Queen)
The Game је осми студијски албум британске групе „Квин“, издат 30. јуна 1980. У поређењу са осталим албумима ове групе, аранжмани за песме су много простији (преовладава поп рок жанр, уместо мешавине прогресивног и хард рока, као што је то био случај на претходним албумима). Први је албум групе „Квин“ на коме се чује звук синтесајзера. Овај албум је чланове групе уздигао у светске звезде, иако је са трајањем од 35 минута и 39 секунди, њихов најкраћи албум.

## Списак песама
Првих пет песама се налазило на страни А, док се других пет налазило на страни Б.